# Hyo-dong
Hyo-dong (koreanska: 효동) är en stadsdel i staden Daejeon i  den centrala delen av Sydkorea, 145 km söder om huvudstaden Seoul. Den ligger i stadsdistriktet Dong-gu.